# 미국 팔라디안 연구 센터
미국 팔라디안 연구 센터(The Center for Palladian Studies in America, Inc., CPSA)는 이탈리아의 건축가 안드레아 팔라디오(Andrea Palladio, 1508년 ~ 1580년)에 대한 이해를 향상하는 연구와 조사를 위하여 1979년에 미국 버지니아주 샬러츠빌에서 설립된 비영리 단체이다. 현재 본부는 버지니아주 리치몬드에 있으며 반년 마다 저널인 ‘팔라디아나’(Palladiana)를 발간하고 있다.

## 같이 보기
- 안드레아 팔라디오